# Кинешемка
Кинешемка (Кинешма) — река в России, протекает по Кинешме, Кинешемскому и Вичугскому районам Ивановской области. Устье реки находится в 2436 км от устья Волги, впадая по правому берегу в Горьковское водохранилище в Кинешме. Длина реки составляет 34 км, водосборная площадь 176 км².

## Притоки (км от устья)
- 17 км: река Астерма (Ястерма) (пр)
- 26 км: река Русиловка (пр)

## Происхождение названия и история
Первоначально река называлась Кинешма. Название имеет финно-угорское происхождение и означает «тёмная глубокая вода» или «тихая спокойная гавань». Окончание (формант) -ма часто встречается в названиях рек и речек на территории современных Ярославской, Костромской, и Ивановской областей.
В Переписной книге города Кинешемы и Кинешемского уезда 1646 года переписи Никифора Нармацкого и подьячего Родиона Данилова река неоднократно упоминается только как «Кинешма». Позднее реку стали именовать Кинешемка. Предположительно, вначале Кинешемкой именовалась только нижняя часть реки в черте города, но постепенно, уменьшительная форма названия распространилось на всю реку — по аналогии с рекой Костромой, которая в черте города Костромы издавна зовётся Костромка, но поскольку река весьма протяжённая, за пределами города она по-прежнему именуется Костромой.
Исторически в устье реки находилась удобная пристань.

## Данные водного реестра
По данным государственного водного реестра России относится к Верхневолжскому бассейновому округу, водохозяйственный участок реки — Волга от города Кострома до Горьковского гидроузла (Горьковское водохранилище), без реки Унжа, речной подбассейн реки — Волга ниже Рыбинского водохранилища до впадения Оки. Речной бассейн реки — (Верхняя) Волга до Куйбышевского водохранилища (без бассейна Оки).
Код объекта в государственном водном реестре — 08010300412110000013582.